# Lempongsari
Lempongsari is een bestuurslaag in het regentschap Semarang van de provincie Midden-Java, Indonesië. Lempongsari telt 5578 inwoners (volkstelling 2010).